# Brian Mulroney
Martin Brian Mulroney (Baie-Comeau, 20 marzo 1939 – Palm Beach, 29 febbraio 2024) è stato un avvocato, imprenditore e politico canadese, primo ministro del Canada dal 1984 al 1993.
Conservatore, il suo governo attuò un'ampia scala di privatizzazioni. Rafforzò i rapporti con gli Stati Uniti e gettò le basi per l'accordo nordamericano per il libero scambio.
Il secondo periodo del governo, dopo le elezioni del 1988, fu caratterizzato da un'amplificazione delle divisioni provinciali, risultando nella nascita del Partito Riformatore e in un rinnovamento dell'indipendentismo del Québec, poi politicizzato nel Blocco.
Figura polarizzante in Canada, per la sua linea politica venne paragonato a Margaret Thatcher e Ronald Reagan.

## Biografia

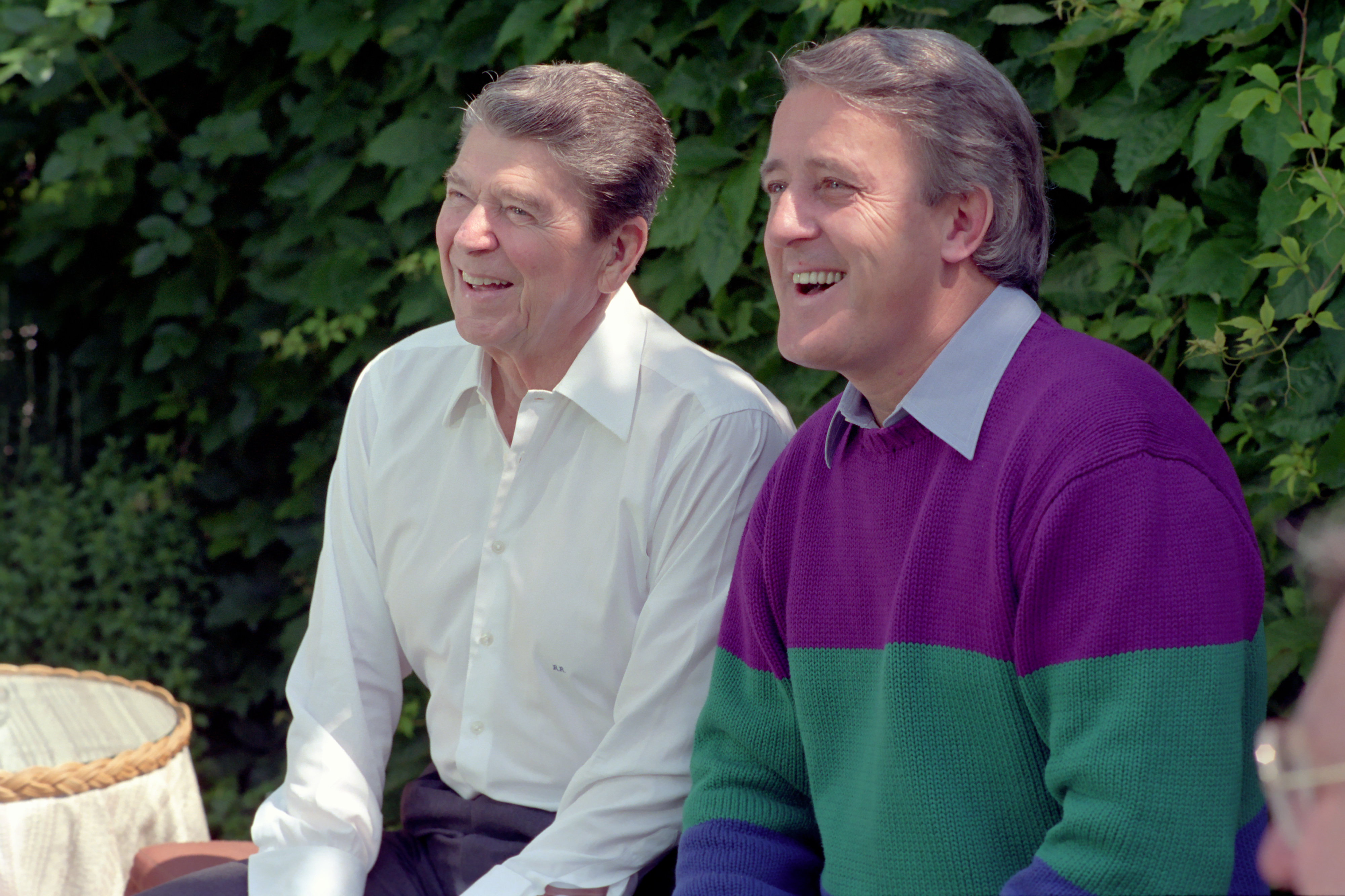
Mulroney con Ronald Reagan a Venezia nel 1987

### Gioventù e inizi
Martin Brian Mulroney nacque il 20 marzo 1939 a Baie-Comeau, Québec, da Benedict Mulroney e Irene O'Shea. Figlio di cattolici anglofoni in una città a maggioranza francofona, crebbe bilingue. Da giovane frequentò un collegio di orientamento cattolico. Nel 1955, a sedici anni, entrò nel Partito Conservatore Progressista.
Nel 1965 diventò avvocato, specializzandosi nel diritto del lavoro e rappresentando grandi aziende nei rapporti con i sindacati in sciopero. Nel 1976 tentò di ottenere la nomina per la leadership del Partito Conservatore Progressista, senza successo. Scelse quindi la carriera di dirigente aziendale in una società per azioni nel settore minerario.

### Primo ministro del Canada
Nel 1983 cercò di nuovo la nomina conservatrice, ottenendola, e con le elezioni del 1984 diventò il diciottesimo primo ministro del Canada. La vittoria fu dovuta a una coalizione elettorale di larghe intese tra centro-destra moderato, nazionalisti quebecchesi e populisti socialmente conservatori.
Sul piano economico il governo Mulroney attuò una lunga serie di privatizzazioni, risultando nella vendita o chiusura di 23 servizi statali. Tra i settori toccati dalle privatizzazioni ci furono trasporti pubblici, telecomunicazioni, settore energetico, petrolifero, e parti del sistema sanitario.
In politica estera rafforzò i rapporti con gli Stati Uniti. Nel 1987 firmò il Canada-USA Free Trade Agreement, che gettò le basi per l'accordo nordamericano per il libero scambio. Negli ultimi anni di governo sostenne la guerra del golfo tramite l'operazione Friction e UNIKOM.

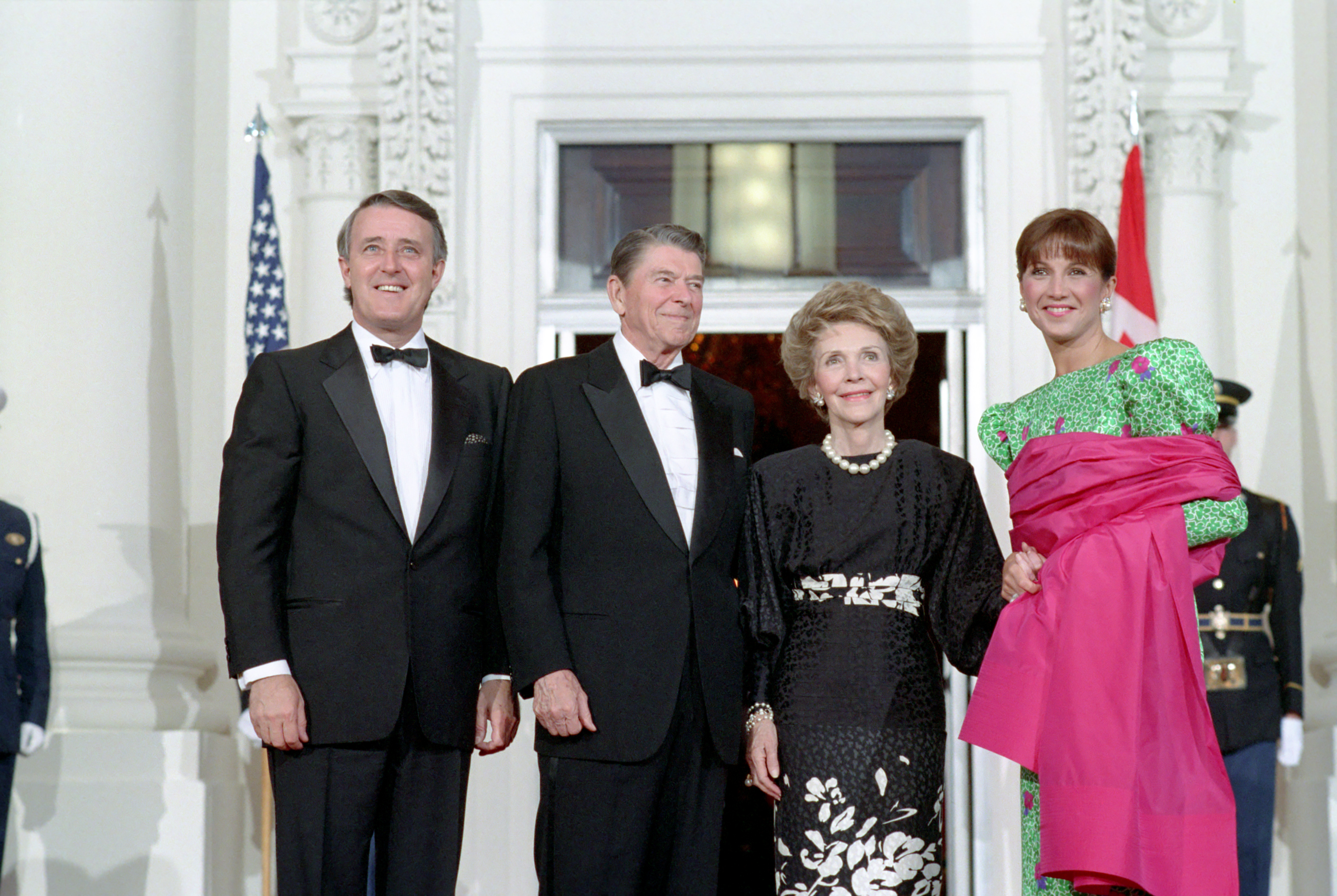
Mulroney con Ronald Reagan nel 1988

Le elezioni del 1988 riconfermarono i conservatori progressisti, seppur con una maggioranza ridotta. Il secondo periodo del governo fu caratterizzato da un'amplificazione delle divisioni provinciali e un'economia in crisi.
Nonostante le numerose privatizzazioni, il governo non abbassò il debito pubblico e, in contrasto con le promesse elettorali, alzò le tasse. Ciò causò forte malcontento, soprattutto tra i conservatori fiscali, e fu una delle principali fratture tra il partito e l'elettorato che motivò lo spostamento del voto di destra verso il neonato Partito della Riforma.
In un clima di tensione tra le province, in particolare in Québec, il governo Mulroney tentò di stabilire un nuovo equilibrio tra federalismo e autonomismo a livello nazionale. A tale scopo furono tentate due riforme costituzionali, gli accordi del lago Meech e di Charlottetown, ma furono entrambi fallimentari. Gli insuccessi furono un duro colpo per il governo e crearono le condizioni per un rinnovamento dell'indipendentismo della provincia francofona, poi politicizzato nel Blocco del Québec.
La gestione dell'economia, le nuove tasse e i fallimenti delle riforme costituzionali causarono una profonda erosione della popolarità dell'esecutivo. Con sondaggi sempre più pessimisti per il partito, Mulroney lasciò il governo e la leadership.
Le elezioni del 1993 furono disastrose per il partito. La compagine nella camera dei comuni venne quasi del tutto eliminata, passando da 156 seggi a solamente 2. La vittoria dei liberali fu accompagnata da due nuovi gruppi parlamentari. Il Partito della Riforma, con 52 seggi, soppiantò i conservatori raccogliendo l'elettorato occidentale e rurale, e il Blocco del Québec raccolse il malcontento francofono con 54 seggi, diventando il secondo partito e l'opposizione ufficiale. I conservatori progressisti rimasero il quinto e ultimo partito in parlamento fino allo scioglimento nel 2003.
La dura sconfitta elettorale segnò la fine della carriera politica di Mulroney e risultò in cambiamenti di schieramento nella politica del Canada. Il successo dei riformatori e il rinnovamento dell'indipendentismo quebecchese resero l'elettorato canadese molto più regionalista. La divisione dei voti tra i due partiti nel sistema elettorale maggioritario fu il problema centrale della destra federale per il decennio dopo le elezioni, creando le condizioni per 13 anni di governi liberali.

### Dopo il governo

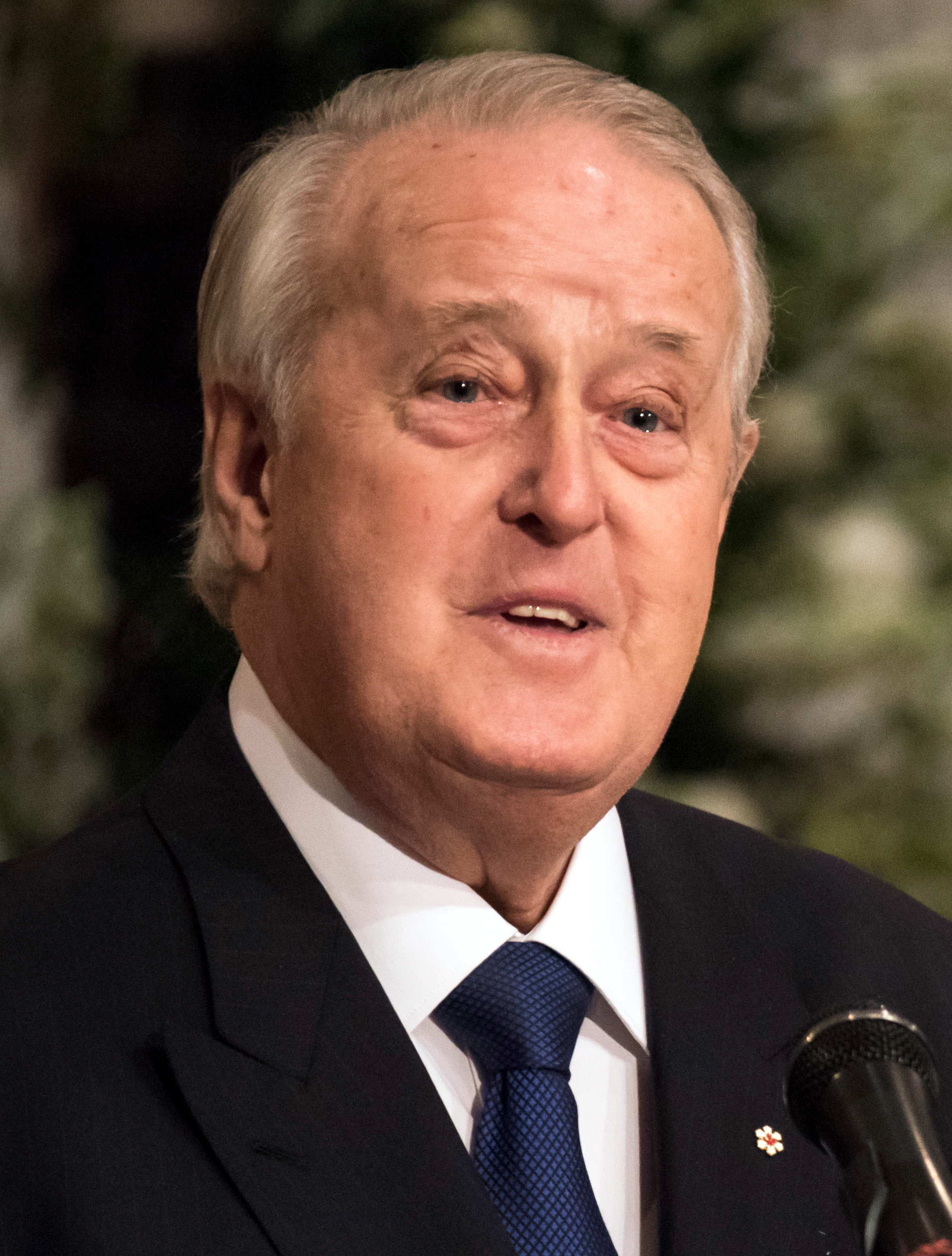
Mulroney nel 2018

Dopo il governo, tornò alla professione di avvocato e dirigente aziendale per multinazionali come Blackstone Group, Barrick Gold e Archer Daniels Midland.
Nel 2003 partecipò alla fusione dei conservatori progressisti con i riformatori nel Partito Conservatore del Canada, pur mantenendo un ruolo di secondo piano. Supportò le leadership di Stephen Harper, Erin O'Toole e Pierre Poilievre.
Nel 2005 emersero registrazioni risalenti al 1988 riguardo la gestione dell'acquisto di aerei Airbus Group e Boeing da parte del governo Mulroney. Per i fatti emersi nelle registrazioni gli furono mosse accuse di corruzione. Nel 2010 un'inchiesta del governo concluse che Mulroney accettò 250 000 dollari, mai dichiarati, da un dirigente di Airbus e che, successivamente, l'ex-primo ministro tentò di nascondere l'accaduto tramite querele per diffamazione. Mulroney non fu mai processato.
Fu socio della Norton Rose Fulbright fino alla sua morte, avvenuta a Palm Beach, in Florida, il 29 febbraio 2024 all'età di 84 anni.

## Vita privata
Nel 1973 sposò Mila Pivnički da cui ebbe una figlia (Caroline) e tre figli (Ben, Mark e Nicolas).

## Curiosità
- Durante l'edizione del 2005 del Festival di Sanremo, l'allora semisconosciuto (al pubblico italiano) cantante Michael Bublé, dopo l'esibizione della sua canzone "Home", intervistato da Paolo Bonolis ebbe a citare il Primo Ministro. Nello specifico, alla domanda di Bonolis su come avesse raggiunto la fama, Bublé ebbe a ricordare un aneddoto della propria giovinezza.

Quando ancora era un giovane talento sconosciuto, venne scritturato per cantare al matrimonio della figlia del Primo Ministro Mulroney (sul cui cognome pronunciato da Bublé, Bonolis ebbe a fare una battuta scherzosa, accostando la pronuncia all'italiano "Marroni", inteso però come parte fisica del maschio). Il Primo Ministro fu talmente colpito dall'interpretazione di Bublé che decise di aiutarlo nella sua carriera, facendogli conoscere alcuni manager discografici.
- Mulroney viene citato nella canzone Let's Go To The Mall cantata da Robin Sparkles, nome d'arte di Robin Scherbatsky, nel nono episodio della seconda stagione del telefilm How I Met Your Mother.